# Rafflesia hasseltii
Rafflesia hasseltii este o specie de plante parazite din genul Rafflesia, familia Rafflesiaceae, ordinul Malpighiales, descrisă de Suring.. Conform Catalogue of Life specia Rafflesia hasseltii nu are subspecii cunoscute.